# رتبه‌های بین‌المللی ایالات متحده آمریکا
در زیر لیستی از رتبه‌های بین المللی ایالات متحده آمریکا آورده شده‌است:

## اقتصاد
- گزارش رقابت‌های جهانی ۲۰۱۸–۲۰۱۹، رتبه ۱ از ۱۴۴ کشور
- گزارش سازمان تجارت جهانی ۲۰۱۶ گزارش رتبه جهانی فعال سازی تجارت آمریکا رتبه ۲۲ را به دست آورد.
- بنیاد میراث و وال استریت ژورنال ۲۰۱۸ شاخص آزادی اقتصادی رتبه ۱۸ از ۱۷۸ اقتصاد را به خود اختصاص داده‌است.
- مؤسسه فریزر آزادی اقتصادی جهان ۲۰۱۳ گزارش سالانه (رتبه‌بندی‌های آزادی اقتصادی برای ۲۰۱۱) رتبه ۱۶ را از ۱۵۲ کشور و قلمرو کسب کرده‌است.[۱]

## آموزش
OECD، برنامه بین المللی ارزیابی دانشجویان، آمریکا در سال ۲۰۱۵، رتبه ۴۰ را از ۷۲ در ریاضیات، رتبه ۲۵ از ۷۲ در علوم، رتبه ۲۴ از ۷۲ در خواندن را از میان کشورهای جهان را بدست آورد.

## جهانی سازی
- در رتبه بندی جهانی سازی (AT Kearney) برای سال ۲۰۰۳، آمریکا رتبه ۳ را بدست آورد.
- در رتبه بندی جهانی سازی cove برای سال ۲۰۱۰ آمریکا در رتبه ۲۷ قرار گرفت.

## بهداشت
از سال ۲۰۱۵، ایالات متحده در رتبه ۴۶ در جهان مرگ و میر مادران قرار داشت.
یک مطالعه بر روی کشورهای ثروتمند جهان سال ۲۰۱۶ نشان داد که ایالات متحده در رتبه اول مرگ و میر کودکان به دلیل تصادفات رانندگی و کشته شدن با سلاح گرم قرار گرفته‌است، در حالی که میزان مرگ و میر کودکان در ایالات متحده ۵۷ درصد بیشتر از همه کشورهای پردرآمد است. اگرچه تعداد کشته شدگان حوادث رانندگی کاهش یافته‌است، اما ۵ برابر نرخ ثبت شده در انگلیس و ولز بود.
از سال ۲۰۱۷، امید به زندگی در بدو تولد در ایالات متحده ۷۹٫۸ سال بوده‌است، که از میان ۲۲۴ کشور ۴۲ رتبه ۴۲ را به خود اختصاص داده‌است.

## صلح
- در رتبه بندی صلح جهانی ۲۰۱۸ ایالات متحده، ۱۲۱ از ۱۶۲ کشور جهان را به دست آورد.[۴]

## سیاست
- شاخص شفافیت بین المللی شفافیت و مبارزه با فساد در سال ۲۰۱۶: رتبه ۱۸ از ۱۷۵ کشور را دارد.
- در فهرست آزادی مطبوعات RSF ۲۰۱۸: رتبه ۴۵ از ۱۸۰ کشور جهان است.[۵]
- در رتبه بندی دموکراسی صادر شده توسط واحد اطلاعات اکونومیست: آمریکا دارای رتبه۲۱ از ۱۶۷ کشور در جهان قرار دارد.[۶]
- در رتبه بندی پروژه عدالت جهانی ۲۰۱۷–۲۰۱۸، رتبه نوزدهم از ۱۰۲ کشور جهان و صلاحیت آن در فهرست قانون حاکمیت است.[۷]

## استاندارد زندگی
- رتبه‌بندی کشورها بر اساس فهرست توسعه انسانی: آمریکا رتبه ۱۳ از ۱۸۹ کشور جهان برای سال ۲۰۱۸ به دست آورده‌است.
- رتبه‌بندی کشورها بر اساس HDI شاخص توسعه انسانی که یک شاخص مرکب آماری از شاخص‌های امید به زندگی، تحصیلات و درآمد سرانه است:

آمریکا رتبه ۲۵ از ۱۵۱ کشور برای سال ۲۰۱۸ به دست آورده‌است.